# Бріджит Фостер-Гілтон
Бріджит Енн Фостер-Гілтон, до шлюбу Фостер (англ. Brigitte Ann Foster-Hylton; нар. 7 листопада 1974) — ямайська легкоатлетка, яка спеціалізувалась з бігу на короткі дистанції. Чемпіонка світу (2009) та чемпіонка ігор Співдружності (2006). Учасниця чотирьох поспіль літніх Олімпійськиї ігор (2000—2012).
Тричі, у 2002, 2003 та 2009 роках, визнавалась спортсменкою року на Ямайці.

## Олімпійські результати
| Рік  | Змагання               | Місто  | Місце      | Дисципліна        | Примітки |
| ---- | ---------------------- | ------ | ---------- | ----------------- | -------- |
| 2000 | Літні Олімпійські ігри | Сідней | #8         | 100 м з бар'єрами |          |
| 2004 | Літні Олімпійські ігри | Афіни  | #1 h2 r1/3 | 100 м з бар'єрами |          |
| 2008 | Літні Олімпійські ігри | Пекін  | #6         | 100 м з бар'єрами |          |
| 2012 | Літні Олімпійські ігри | Лондон | #6 h6 r1/3 | 100 м з бар'єрами |          |